# De Tre Kammerater
De Tre Kammerater er en dansk stum romantisk dramafilm fra 1912 produceret af Nordisk Films Kompagni og instrueret af August Blom efter manuskript af Bernhard Holz. Filmens hovedroller spilles af ægteparret Ellen og Svend Aggerholm.
Filmen havde dansk premiere den 2. december 1912 i Panoptikon Teatret i København og blev i tysktalende lande distribueret som Die drei Kameraden og i engelsktalende lande som The three comrades. For Her Sister's Sake og i fransktalende lande som Les Trois Camarades.

## Handling
Løjtnant Udo besøger sin familie sammen med to gode venner. Den ene – løjtnant Borch – forelsker sig straks i Udos søster Ebba, og følelserne gengældes. Midt i forelskelsesrusen modtager han et brev fra den lånehaj, han skylder penge, om straks at betale gælden. Selvom hans følelser for Ebba er ægte, nødsages han nu til at spekulere i et frieri for at kunne pantsætte Ebbas medgift. Da majorens ægteskabsvelsignelse efterfølges af den nedslående besked om, at der ikke bliver nogen medgift, har Borch svært ved at skjule sin desperation. Hvad han ikke ved er, at majoren blot er ude på at teste, om bejleren har noble intentioner.

## Medvirkende
- Ellen Aggerholm - Ebba, oberstens datter
- Svend Aggerholm - Udo, løjtnant, oberstens søn
- Svend Melsing
- Henry Seemann
- Cajus Bruun
- Frederik Jacobsen
- Henny Lauritzen